# 2023 en danse
| Années de la danse : 2020 - 2021 - 2022 - 2023 - 2024 - 2025 - 2026    |
| Décennies de la danse : 1990 - 2000 - 2010 - 2020 - 2030 - 2040 - 2050 |

Cet article présente les faits marquants de l'année 2023 en danse.

## Festivals
- 45e édition des Hivernales d'Avignon du 31 janvier au 18 février 2023

## Décès
- 10 avril : Pierre Lacotte, danseur français.
- 27 juin : Carmen Sevilla, actrice, chanteuse et danseuse espagnole.
- 12 novembre : Joan Jara, danseuse britannique naturalisée chilienne.
- 2 décembre : Concha Velasco, actrice, chanteuse, danseuse et présentatrice de télévision espagnole.
- 19 décembre : Phillippe Oyhamburu, danseur et écrivain basque.